# 음력 9월 8일
음력 9월 8일은 음력 9월의 8번째 날이다.

## 사건
- 1999년 - 대한민국이 상록수 부대를 동티모르에 파병하다. 이날 파병된 병력은 선발대 160명이다.

## 문화
- 2014년 - 독일 레버쿠젠의 손흥민이 유럽축구연맹 챔피언스리그 본선에서 본선 첫 골을 기록하였다.

## 탄생
- 1936년 - 대한민국의 코미디언 자니 윤.
- 1975년 - 대한민국의 축구 선수 출신 감독 이을용.
- 1986년 - 대한민국의 가수 베이지.
- 1991년 - 일본의 성우 나카야 사야카.

## 사망
- 936년 - 후백제의 초대 왕 견훤.
- 1468년 - 조선 제7대 국왕 세조.

## 같이 보기
- 음력 360일: 1월 2월 3월 4월 5월 6월 7월 8월 9월 10월 11월 12월
- 전날:9월 7일 다음날:9월 9일 - 전달:8월 8일 다음달:10월 8일
- 양력:9월 8일
- 음력, 윤달